# Vor tids helte (1918)
Vor tids helte är en norsk svartvit stumfilm (drama) från 1918. Filmen regisserades av Peter Lykke-Seest som också skrev manus. Filmen producerades och distribuerades av Christiania Film Co. och fotades av Carl-Axel Söderström.

## Handling
En strejk pågår vid en stor anläggning på högfjället. Bland de annars hederliga arbetarna finns ett arbetsskyggt och odugligt gäng som leds av två våldsmän, Barras och Sam. En kamp utbryter mellan Barras och Jens Wærn, som är fredliga arbetarnas representant. Det slutar med att många arbetare slår sig loss från Barras och Sam och återvänder till sitt arbete. De två uppviglarna ställs till svars för sina handlingar.

## Rollista
- Waldemar Holberg – Barras
- Robert Sperati – Sam
- Adolf Aanesen – länsmannen
- Magda Aas – Rosa, Bergmanns dotter
- Arthur Barking – Wærn, ingenjör
- Bergljot Bratland – fru Bergmann
- Azora Gabrielsen – Nina, Mattis dotter
- Axel Grahl – Bergmann, tillsynsman
- Hans Hedemark – arbetare
- Sverre Normann – Peter Blom
- Poul Wedege – Matti, en renägare